# Maverick County
Das Maverick County ist ein County im Bundesstaat Texas der Vereinigten Staaten. Das U.S. Census Bureau hat bei der Volkszählung 2020 eine Einwohnerzahl von 57.887 ermittelt. Der Sitz der County-Verwaltung (County Seat) befindet sich in Eagle Pass.

## Geographie
Das County liegt im Süden von Texas, grenzt im Südwesten an Mexiko und hat eine Fläche von 3346 Quadratkilometern, wovon 30 Quadratkilometer Wasserfläche sind. Es grenzt im Uhrzeigersinn an folgende Countys: Kinney County und Zavala County.
Das County wird seit 2023 vom Office of Management and Budget zu statistischen Zwecken als Eagle Pass, TX Metropolitan Statistical Area geführt.

## Geschichte
Maverick County wurde am 2. Februar 1856 aus Teilen des Kinney County gebildet. Die Verwaltungsorganisation wurde am 13. Juli 1871 abgeschlossen. Benannt wurde es nach Samuel A. Maverick, einem Unterzeichner der Unabhängigkeitserklärung der Republik Texas und Abgeordneten in der State Legislature. Als Rancher ließ er seine Rinder nicht mit Brandzeichen versehen, so dass der Name Maverick zum Synonym für nicht gekennzeichnete Rinder und Nonkonformismus wurde.

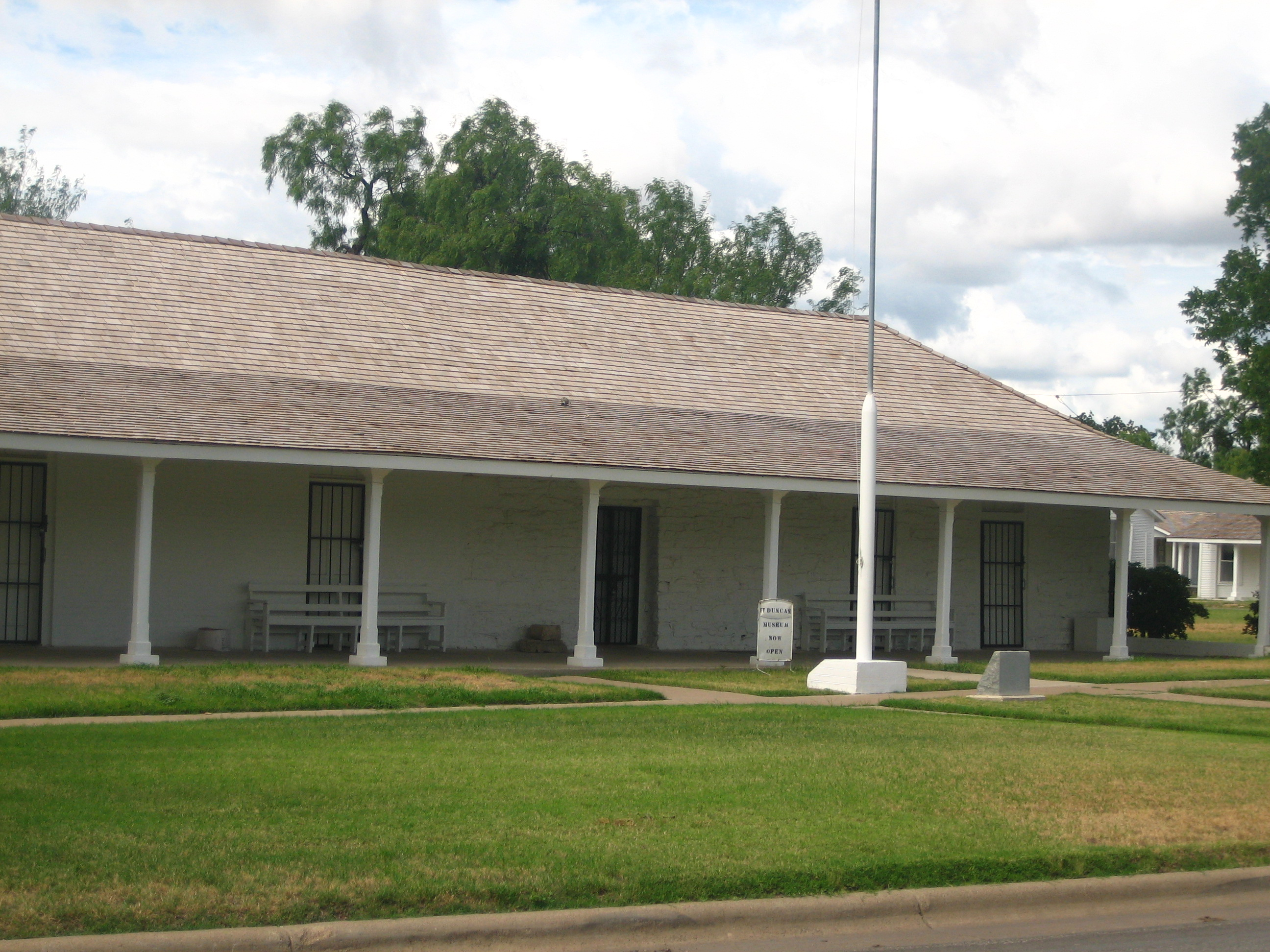
Fort Duncan (2008)

Zwei Bauwerke und Bezirke im County sind im National Register of Historic Places („Nationales Verzeichnis historischer Orte“; NRHP) eingetragen (Stand 27. November 2021), das Maverick County Courthouse und Fort Duncan.

## Demografische Daten

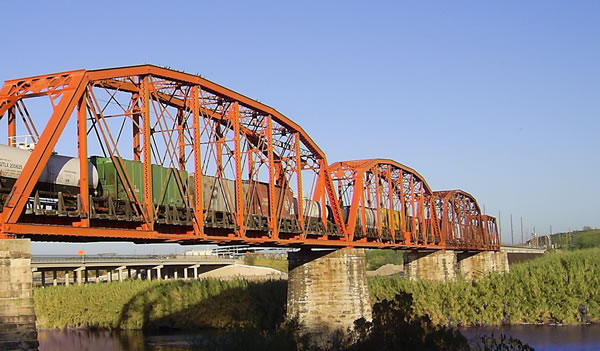
Eisenbahnbrücke nach Piedras Negras in Mexiko

Nach der Volkszählung im Jahr 2000 lebten im Maverick County 47.297 Menschen in 13.089 Haushalten und 11.230 Familien. Die Bevölkerungsdichte betrug 14 Einwohner pro Quadratkilometer. Ethnisch betrachtet setzte sich die Bevölkerung zusammen aus 70,89 Prozent Weißen, 0,31 Prozent Afroamerikanern, 1,34 Prozent amerikanischen Ureinwohnern, 0,39 Prozent Asiaten, 0,04 Prozent Bewohnern aus dem pazifischen Inselraum und 24,08 Prozent aus anderen ethnischen Gruppen; 2,95 Prozent stammten von zwei oder mehr Ethnien ab. 95,01 Prozent der Einwohner waren spanischer oder lateinamerikanischer Abstammung.
Von den 13.089 Haushalten hatten 51,6 Prozent Kinder oder Jugendliche, die mit ihnen zusammen lebten. 66,5 Prozent waren verheiratete, zusammenlebende Paare 16,0 Prozent waren allein erziehende Mütter und 14,2 Prozent waren keine Familien. 12,9 Prozent waren Singlehaushalte, und in 6,6 Prozent lebten Menschen im Alter von 65 Jahren oder darüber. Die durchschnittliche Haushaltsgröße betrug 3,60, und die durchschnittliche Familiengröße betrug 3,98 Personen.
36,9 Prozent der Bevölkerung waren unter 18 Jahre alt, 9,2 Prozent zwischen 18 und 24, 26,7 Prozent zwischen 25 und 44, 17,7 Prozent zwischen 45 und 64, und 9,5 Prozent waren 65 Jahre alt oder älter. Das Medianalter betrug 28 Jahre. Auf 100 weibliche Personen kamen 91,9 männliche Personen und auf 100 Frauen im Alter von 18 Jahren oder darüber kamen 86,4 Männer.
Das jährliche Durchschnittseinkommen eines Haushalts betrug 21.232 USD, das Durchschnittseinkommen einer Familie betrug 23.614 USD. Männer hatten ein Durchschnittseinkommen von 20.956 USD, Frauen 15.662 USD. Das jährliche Pro-Kopf-Einkommen betrug 8.758 USD. 34,8 Prozent der Einwohner und 32,0 Prozent der Familien lebten unterhalb der Armutsgrenze.

## Städte und Gemeinden
- Darling
- Eagle Pass
- Eidson Road
- El Indio
- Elm Creek
- Las Quintas Fronterizas
- Las Quintas Fronterizas Colonia
- Morales Circle Colonia
- Normandy
- Paloma
- Quemado
- Seco Mines